# One Night at McCool's
One Night at McCool's  é um filme americano de comédia produzido em 2001. Foi dirigido por Harald Zwart e estrelado por Matt Dillon, Michael Douglas, Paul Reiser, John Goodman, Liv Tyler, Reba McEntire e Andrew Dice Clay.

## Sinopse
Após mais uma noite dura de trabalho no McCool's, Randy (Matt Dillon) corre na direção de Jewel (Liv Tyler), na intenção de falar com ela. Porém, a jovem tinha acabado de sofrer uma tentativa de estupro e recebe Randy colocando uma arma em sua cabeça, pois achava que ele era o estuprador em uma nova tentativa de atacá-la. Após desfeito o engano, Randy leva Jewel para casa e eles começam então a namorar. Porém, logo Randy percebe que Jewel é uma namorada muito exigente, que o leva à uma vida de crimes para poder manter seu estilo de vida. Ao mesmo tempo surge Carl (Paul Reiser), primo de Randy que se apaixona por Jewel, e o detetive Dehling (John Goodman), que passa a desconfiar de Randy. Com o rumo de sua vida saindo do seu controle, Randy decide então contratar um matador de aluguel (Michael Douglas) para colocar novamente tudo em ordem.

## Elenco
- Liv Tyler — Jewel Valentine
- Matt Dillon — Randy
- Paul Reiser — Carl Harding
- John Goodman — Detetive Dehling
- Michael Douglas — Sr. Burmeister
- Andrew Dice Clay — Utah / Elmo
- Mary Jo Smith — Bingo Caller
- Reba McEntire — Dr. Green
- Richard Jenkins — Pai Jimmy
- Leo Rossi — Joey Dinardo
- Andrea Bendewald - Karen
- Sandy Martin — Mulher vendedora de Bingo
- Tim De Zarn — Detetive Ertagian
- Helen Hunt (cena excluída) - motorista de caminhão